# Semilimax semilimax
Semilimax semilimax е вид охлюв от семейство Vitrinidae. Видът не е застрашен от изчезване.

## Разпространение и местообитание
Разпространен е в Австрия, Германия, Италия, Лихтенщайн, Полша, Румъния, Словакия, Словения, Украйна, Унгария, Франция, Хърватия, Чехия и Швейцария.
Обитава гористи местности, планини, възвишения, каньони и плата.

## Описание
Популацията на вида е стабилна.